# Yvonne Barr
Yvonne Margaret Barr (verheiratete Balding; * 11. März 1932 in Carlow, Irland; † 13. Februar 2016 in Melbourne, Australien) war eine Virologin. Im Jahr 1964 entdeckte sie zusammen mit Anthony Epstein und Bert Achong in Zellkulturen afrikanischer Burkitt-Lymphome das später so benannte Epstein-Barr-Virus. Dies war der erste Nachweis eines Virus, das beim Menschen Krebs auslösen kann, wodurch Barr einen bedeutenden Beitrag zur medizinischen Forschungsgeschichte leistete.

## Leben
Barr wuchs als ältestes von vier Kindern als Tochter eines Bankmanagers auf. Sie besuchte die Banbridge Academy in Nordirland, wo sie als Schulsprecherin fungierte, eine Rolle, die Führungskompetenzen und Mentoringfähigkeiten erforderte. Anschließend studierte sie Zoologie am Trinity College in Dublin und schloss im Jahr 1953 mit Auszeichnung ab. Ihre ersten beruflichen Erfahrungen sammelte sie als Forschungsassistentin in London und Toronto, wo sie sich insbesondere auf die Zellkultivierungstechnik spezialisierte. Im Jahr 1963 zog sie nach London, um in Anthony Epsteins Labor am Middlesex Hospital zu arbeiten. Sie erhielt ihren Doktorgrad 1966 an der Universität London. Sie war Epsteins Assistentin am Middlesex Hospital in London. Nach ihrer bahnbrechenden Entdeckung im Bereich der Virologie zog sie nach Australien, wo sie den Rest ihres Lebens als Lehrerin verbrachte. Sie wanderte nach Melbourne aus. Sie war mit Stuart Balding verheiratet und hatte zwei Kinder.

## Wirken
In ihrer wissenschaftlichen Laufbahn machte Barr bedeutende Entdeckungen in der Virologie, insbesondere durch ihren Anteil an der Entdeckung des Epstein-Barr-Virus (EBV) im Jahr 1964. Dieses Virus, das unter anderem das Burkitt-Lymphom und infektiöse Mononukleose verursacht, war das erste beim Menschen entdeckte Virus, das Krebs verursachen kann. Ihre Arbeiten in der Zellkultivierung waren entscheidend für die Isolierung und Identifizierung des Virus. Nach ihrer wissenschaftlichen Karriere widmete sie sich dem Lehrberuf. So lehrte sie in Australien an verschiedenen Privatschulen Mathematik und Naturwissenschaften. Ihre Leidenschaft für die Lehre wurden von ihrer Familie und ihren Schülern hoch geschätzt.

## Schriften (Auswahl)
- M. A. Epstein, B. G. Achong, Y. M. Barr: Virus Particles In Cultured Lymphoblasts From Burkitt’s Lymphoma. In: The Lancet. Band 1, Nr. 7335, März 1964, ISSN 0140-6736, S. 702 f., PMID 14107961 (englisch).
- M. A. Epstein, G. Henle, B. G. Achong, Y. M. Barr: Morphological And Biological Studies On A Virus In Cultured Lymphoblasts From Burkitt’s Lymphoma. In: Journal of Experimental Medicine. Band 121, Mai 1965, ISSN 0022-1007, S. 761–770, PMID 14278230, PMC 2138004 (freier Volltext) – (englisch).